# Skorotice
Skorotice település Csehországban, a Žďár nad Sázavou-i járásban. Skorotice Nedvědice, Černovice, Běleč, Osiky, Ujčov, Černvír és Doubravník településekkel határos. Lakosainak száma 126 fő (2024. január 1.).

## Népesség
A település lakosságának változását az alábbi diagram mutatja:
| Lakosok száma | 373  | 423  | 432  | 353  | 205  | 138  | 136  | 132  | 118  | 126  |
|               | 1869 | 1890 | 1921 | 1950 | 1980 | 2001 | 2017 | 2019 | 2022 | 2024 |